# Slingbikini

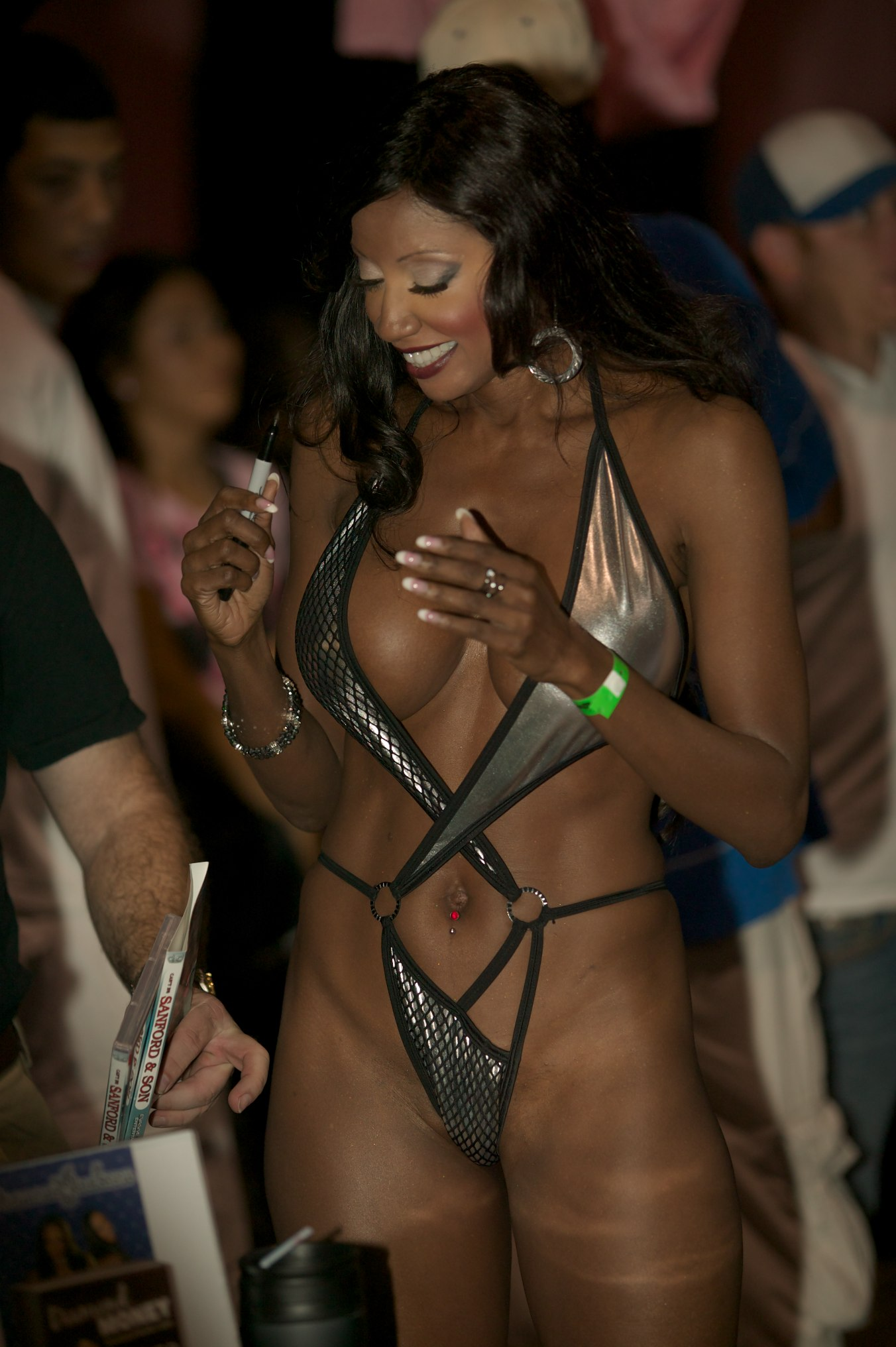
Diamond Jackson på Exxxotica Miami 2011 iklädd en sling shot bikini

En slingbikini är en variant av baddräkt, med så kallad stringbakdel eller "rumptråd", en tunn remsa som dras gömd mellan skinkorna (liksom hos en stringbaddräkt). En slingbikini har dessutom inga trådar e.dyl. på sidorna av kroppen, utan hålls endast fast i skrevet och kring halsen. Slingbikinin är en av de baddräktstyper som ibland kallas för monokini.